# Celeste Castillo Moreno
Celeste Castillo Moreno (Huatusco, 11 de marzo de 1920) fue la primera presidenta municipal de Huatusco (electa el 1 de octubre de 1961, su periodo concluyó en 1964), educadora y lideresa sindical.

## Trayectoria
Estudió para profesora de educación primaria y educadora en la Escuela Normal Veracruzana. 
Fue profesora en su ciudad natal Huatusco, directora del Jardín de Niños Rujiro Zúñiga y de la escuela de bachilleres Huatusco hasta 1980, año de su jubilación.
De la misma forma, se destacó por participar en las luchas sindicales del magisterio y ejerció diversos cargos en las delegaciones 14 y 9 del SNTE. 
De los años 1953 a 1979 ocupó los cargos de regidora del Ayuntamiento de Huatusco, presidenta municipal, suplente de diputado local por el VII distrito de Coatepec, diputada federal del Congreso de la Unión por el distrito VIII de Huatusco. 
En el año de 1960 fungió como directora de Acción Femenil del Comité Directivo Estatal del Partido Revolucionario Institucional; durante su gestión logró ampliar espacios de participación en los cargos de regidoras y sindicas, por lo que, su partido la considera como la dirigente que más logros obtuvo al inicio de las luchas políticas en el sector femenil.
El edificio de Ayuntamiento de Huatusco fue adquirido a la familia De La Garza por treinta mil pesos por la alcaldesa Celeste Castillo. Ayuntamiento, diputado federal, Miguel Ángel Rodríguez y don Rafael Guillaumín Fentanes, aportaron diez mil pesos cada uno.
Crónicas históricas de Huatusco mencionan que durante el periodo de Castillo Moreno, específicamente el 9 de febrero de 1963, un incendio se suscitó en los locales del mercado Juárez. La alcaldesa fue auxiliada por Bomberos de la ciudad vecina de Córdoba y por la población local.